# 이치 논리
이치 논리(二値論理, 영어: two-valued logic, bivalent logic)는 명제의 진릿값은 참이나 거짓의 두 값만을 취한다고 하는 입장에서 구성된 논리학을 가리킨다. 전통적인 형식 논리학의 입장이며, 다른 비표준 논리학에 대해서 표준논리학으로 불린다.
한편 현대 논리학의 실제 명제의 값은 반드시 참과 거짓의 두 값에 한정되지 않을 수 있는데 이에는 0과 1 그리고 {\displaystyle {{1} \over {2}}}값을 갖는 3치 논리학 그리고 무한한 진리값을 가질 수 있는 퍼지논리나  진리값에 대해 불확실성의 입장을 취하는 양자논리 등이 있다.

## 같이 보기
- 고전 논리
- 다치 논리
- 기호논리학